# Monoblastus marginellus
Monoblastus marginellus är en stekelart som först beskrevs av Johann Ludwig Christian Gravenhorst 1829.  Monoblastus marginellus ingår i släktet Monoblastus och familjen brokparasitsteklar. Arten är reproducerande i Sverige. Inga underarter finns listade i Catalogue of Life.